# Павлівська сільська рада (Білокуракинський район)
Павлівська сільська рада — сільська рада у Білокуракинському районі Луганської області з адміністративним центром у селі Павлівка. Населення становить 1485 осіб. Щільність населення — 13 осіб/км².

## Населені пункти
Сільській раді підпорядковані населені пункти:
- с. Павлівка
- с. Заводянка
- с. Стативчине
- с. Хоменкове Друге

## Загальні відомості
Історична дата утворення: в грудні 1917 року.
Сільська рада межує (з півночі за годинниковою стрілкою) з Курячівською, Тимошинською, Олександропільською, Лизинською, Білокуракинською селищною, Дем'янівською сільськими радами Білокуракинського району. Територія сільської ради становить 113,43 км², периметр — 62,141 км.
Територією сільради тече річка Біла, споруджено ставки.

## Склад
Загальний склад ради: 16 депутатів. Партійний склад: Партія регіонів — 9 (56,3%), Комуністична партія — 5 (31,3%), самовисування — 2 (12,5%). Голова сільради — В'ялий Віктор Васильович, секретар — Турбаба Наталя Вікторівна.
| Павлівська сільська рада    | Павлівська сільська рада       | Павлівська сільська рада    | Павлівська сільська рада                                                                                  |
| № зп                        | Прізвище, ім'я, по батькові    | Дата визнання обраним       | Відомості про обраного депутата                                                                           |
| Комуністична партія України | Комуністична партія України    | Комуністична партія України | Комуністична партія України                                                                               |
| --------------------------- | ------------------------------ | --------------------------- | --- |
| 1                           | Хорольський Микола Дмитрович   | 3 листопада2010             | Освіта середня, член Комуністичної партії України, тимчасово не працює.                                   |
| 2                           | Турбаба Наталія Вікторівна     | 3 листопада2010             | Освіта середня, член Комуністичної партії України, тимчасово не працює.                                   |
| 3                           | Вітер Володимир Васильович     | 3 листопада2010             | Освіта вища, член Комуністичної партії України, СТОВ «Славутич», агроном.                                 |
| 4                           | Сидоренко Валентина Іванівна   | 3 листопада 2010            | Освіта середня спеціальна, член Комуністичної партії України, Павлівська сільська рада, касир.            |
| 5                           | Вітер Марина Сергіївна         | 3 листопада 2010            | Освіта середня спеціальна, член Комуністичної партії України, Павлівська сільська рада, бухгалтер.        |
| Партія регіонів             |                                |                             | |
| 1                           | Пугач Олександр Миколайович    | 3 листопада 2010            | Освіта середня, член Партії регіонів, СТОВ «Роздольне», водій.                                            |
| 2                           | Ткаченко Наталія Петрівна      | 3 листопада 2010            | Освіта вища, член Партії регіонів, Павлівська загальноосвітня школа, вчитель.                             |
| 3                           | Огієнко Олександра Іванівна    | 3 листопада 2010            | Освіта середня, член Партії регіонів, Павліська сільська рада, спеціаліст.                                |
| 4                           | Козленко Ірина Анатоліївна     | 3 листопада 2010            | Освіта середня, член Партії регіонів, Павлівська загальноосвітня школа, організатор.                      |
| 5                           | Бабенко Олена Миколаївна       | 3 листопада 2010            | Освіта вища, член Партії регіонів, тимчасово не працює.                                                   |
| 6                           | Колесова Олена Анатоліївна     | 3 листопада 2010            | Освіта середня спеціальна, член Партії регіонів, завідувачка фельдшерсько-акушерського пункту, медсестра. |
| 7                           | Фоменко Тетяна Олексіївна      | 3 листопада 2010            | Освіта середня спеціальна, член Партії регіонів, Павлівська сільська рада, секретар.                      |
| 8                           | Шмер Андрій Генріхович         | 3 листопада 2010            | Освіта середня спеціальна, член Партії регіонів, пенсіонер.                                               |
| 9                           | Косенко Микола Іванович        | 3 листопада 2010            | Освіта середня, член Партії регіонів, тимчасово не працює.                                                |
| Самовисування               |                                |                             | |
| 1                           | Коваленко Михайло Йосипович    | 3 листопада 2010            | Освіта середня спеціальна, позапартійний, Фермерське господарство «Промінь», механізатор.                 |
| 2                           | Гутаров Анатолій Олександрович | 3 листопада 2010            | Освіта середня, позапартійний, тимчасово не працює.                                                       |

### Керівний склад ради
| ПІБ                     | Основні відомості                                                 | Дата обрання | Дата звільнення |
| ----------------------- | ----------------------------------------------------------------- | ------------ | --------------- |
| Вялий Віктор Васильович | Сільський голова, 1965 року народження, освіта, безпартійний      | 26.03.2006   | 31.10.2010      |
| Вялий Віктор Васильович | Сільський голова, 1965 року народження, освіта вища, безпартійний | 31.10.2010   |                 |

Примітка: таблиця складена за даними джерела

## Економіка
На землях сільської ради господарюють СТОВ «Славутич» (голова Олійник Олександр Іванович); ДП Зоряне; ФГ «Промінь» Лукавенка Володимира Дмитровича.